# Information (dokumentarfilm)
|  | Denne artikel er oprettet af botten Steenthbot ud fra en ekstern database. Den kan derfor have sproglige fejl eller mangler. Denne skabelon kan fjernes efter kontrol af indholdet. |

 For alternative betydninger, se Information (flertydig). (Se også artikler, som begynder med Information)
Information er en dansk dokumentarfilm fra 1977.

## Handling
Informationens betydning for at undgå rygtedannelse i forbindelse med en sammenlægning af to virksomheder, og de problemer, der opstår som følge af dårlig kommunikation. Filmen er den 5. film i serien "Samarbejde"